# Horiomyzon retropinnatus
Horiomyzon retropinnatus és una espècie de peix d'aigua dolça de clima tropicalde la família dels heptaptèrids i de l'ordre dels siluriformes. Va ser descrit el 1986 per Donal J. Stewart. L'epítet retropinnatus refereix a la forma aleta pectoral dirigit cap al darrere.
Els adults poden assolir 2,4 cm de longitud total. Es troba a les conques dels rius Napo i Amazones a Sud-amèrica.